# 叶尔穆罕默德·叶尔特斯巴耶夫
叶尔穆罕默德·卡比季诺维奇·叶尔特斯巴耶夫（羅馬化：Ermūhamet Qabidenūly Ertısbaev，發音：[jeɾmo̙χɑmʲet qɑbɯjdʲeno̙ɫɯ jeɾtɘsbɑjəf]；1956年11月19日—）是哈萨克斯坦政治人物和外交官，自2022年3月27日起担任哈萨克斯坦人民党主席。在此之前，他曾于2017年11月至2019年8月担任哈萨克斯坦驻白俄罗斯大使，并于2013年4月至2017年11月担任哈萨克斯坦驻格鲁吉亚大使。